# Kwas acetohydroksamowy
Kwas acetohydroksamowy – organiczny związek chemiczny z grupy kwasów hydroksamowych. Jest silnym i nieodwracalnym inhibitorem ureazy. Stosowany jako lek przy zakażeniu dróg moczowych.

## Działanie
Hamuje ureazę bakteryjną, co zmniejsza stężenie amoniaku w moczu i zwiększa jego kwasowość.

## Farmakokinetyka
Stosunkowo szybko wchłania się z przewodu pokarmowego, maksymalne stężenie we krwi osiąga po ok. jednej godzinie. okres półtrwania we krwi wynosi ok. 10 h. jest częściowo metabolizowany w wątrobie do nieczynnego acetamidu. Około 2/3 dawki jest wydalane z organizmu w postaci niezmienionej w moczu.

## Wskazania
Jest stosowany w profilaktyce powstawania kamieni nerkowych o etiologii ureazy bakteryjnej. Jest też stosowana jako środek wspomagający w leczeniu przewlekłego zakażenia dróg moczowych.

## Interakcje
Wiąże żelazo podane doustnie, jednocześnie sam kwas także się słabiej wchłania.

## Przeciwwskazania
Nie należy stosować w ciężkiej niewydolności nerek.

## Możliwe działania niepożądane
Zapalenie żyły, zakrzepica, anemia hemolityczna, anemia niedobarwliwa, ból głowy, ból brzucha, biegunka, łysienie, wysypka, depresja, drżenie, niepokój.

## Dawkowanie
Doustnie zwykle 250 mg 3–4 razy dziennie. maksymalnie do 1,5 g dziennie. Dzieciom od 8. rż. podaje się 10 mg/kg masy ciała w 2–3 dawkach.
Preparaty
- Lithostat (Mission, USA) - preparat prosty, tabletki podzielne 250 mg.